# Sogn og Fjordane
Sogn og Fjordane je okrug u Norveškoj u zemljopisnoj regiji Vestlandet (Zapadna Norveška).

## Zemljopis
Sogn og Fjordane graniči s okrugom Møre og Romsdal, Oppland, Buskerud i Hordaland. Središte okruga je Leikanger dok je najveći grad Førde.

## Stanovništvo
Sogn og Fjordane je 17. po broju stanovnika okrug u Norveškoj, prema podacima iz 2010. godine u njemu živi 107.309 stanovnika, dok je gustoća naseljenosti 5,8 stan./km²

## Općine
Sogn og Fjordane je podijeljen na 26 općina:
| Položaj općina u Okrugu Sogn og Fjordane | Položaj općina u Okrugu Sogn og Fjordane | Položaj općina u Okrugu Sogn og Fjordane |
| Popis općina | Popis općina |                                          |
| --- | --- | ---------------------------------------- |
| 1. Årdal 2. Askvoll 3. Aurland 4. Balestrand 5. Bremanger 6. Eid 7. Fjaler 8. Flora 9. Førde 10. Gaular 11. Gloppen 12. Gulen 13. Hornindal | 1. Høyanger 2. Hyllestad 3. Jølster 4. Lærdal 5. Leikanger 6. Luster 7. Naustdal 8. Selje 9. Sogndal 10. Solund 11. Stryn 12. Vågsøy 13. Vik |                                          |

## Vanjske poveznice
- Službena stranica Sogn og Fjordane

### Ostali projekti
|  | Zajednički poslužitelj ima još gradiva o temi Sogn og Fjordane |